# Kim Chang-Soo
Kim Chang-Soo (Hangul : 김창수), född den 12 september 1985 i Changwon, Sydkorea, är en sydkoreansk fotbollsspelare som spelar för sydkoreanska Ulsan Hyundai FC. Han var med och tog OS-brons i herrfotbollsturneringen vid de olympiska fotbollsturneringarna 2012 i London. 